# Hallonbacken
Hallonbacken är en finlandssvensk TV-serie i tre delar för ungdomar från 2023 regisserad av Saara Cantell efter ett manus av Martin Jern och Emil Stark som bygger på boken med samma namn av Eva Frantz. Serien hade premiär i sin helhet på Yle Arenan den 20 december 2023.

## Handling
Serien handlar om den fattiga och tuberkulossjuka flickan Stina som skickas sanatoriet Hallonbacken för att återhämta sig. Men väl därute stöter hon på sanatoriets hemligheter.

## Rollista
- Salma Sarkola – Stina
- Chloé Galbe – Petronella
- Wilhelm Enckell – doktor Funck
- Theo Zilliacus – Ruben
- Carl-Kristian Rundman – doktor Hagman
- Lena Labart – fru Hagman
- Jessica Grabowsky – Emerentia
- Johanna af Schultén – fru Frostmo
- Edith Holmström – Stinas mamma Märta
- Martin Bahne – herr Cederlöf
- Julia Kouhia – Astrid
- Mathilda Pinomaa – Christine
- Ella Powers – Esmeralda
- Oliver Ekroos – Lars
- Tuuli Heinonen – bokhandels- och butiksägare[3]

## Produktion
När produktionsteamet ansökte om barnskådespelare till huvudrollerna fick de in runt 650 ansökningar vilket var ovanligt mycket för en finlandssvensk filmproduktion. I huvudrollen valdes Salma Sarkola, dotter till Sampo Sarkola och Edith Holmström. Även Holmström har en roll i serien.
Serien spelades huvudsakligen in under hösten 2022 på Svidja slott i Sjundeå och samt under vintern i Gamla stan i Borgå och i Stansvik i Östra centrum i Helsingfors.

## Visningar
TV-serien är uppdelad i tre delar och planeras också klippas ihop och visas som film vid senare tillfälle. Serien kommer också visas på SVT, NRK och DR.